# 1928年アムステルダムオリンピックの日本選手団
1928年アムステルダムオリンピックの日本選手団（1928ねんアムステルダムオリンピックのにほんせんしゅだん）は、1928年にオランダで開催された1928年アムステルダムオリンピックの日本選手団。選手名及び所属は1928年当時のもの。

## メダル獲得者
日本は本大会で初めて金メダルを獲得した。

### 金メダル
- 織田幹雄（陸上競技三段跳）
- 鶴田義行（競泳男子200m平泳ぎ）

### 銀メダル
- 人見絹枝（陸上競技女子800メートル競走）
- 米山弘、佐田徳平、新井信男、高石勝男（競泳800mリレー）

### 銅メダル
- 高石勝男（競泳男子100m自由形）

## 陸上競技
役員：竹内廣三郎

### 男子
- 永谷寿一（満鉄）
  - 男子10000メートル競走：19位（33分31秒0）
  - 男子マラソン：48位（3時間03分34秒）
- 沖田芳夫（早大）
  - 男子ハンマー投：予選落ち（44m41cm）
  - 男子円盤投：予選落ち（36m38cm）
- 古山一郎（早大）
  - 男子ハンマー投：予選落ち（37m89cm）
- 斎辰雄（育英商教）
  - 男子十種競技：12位（6757.650点）
- 三木義雄（会社員）
  - 男子110メートルハードル：準決勝落選（記録なし）
- 山田兼松（坂出青年）
  - 男子マラソン：4位（2時間35分29秒）
- 住吉耕作（早大）
  - 男子やり投：予選落ち（59m05cm）
- 織田幹雄（早大）
  - 男子三段跳：金メダル（15m21cm）
  - 男子走高跳：9位（1m88cm）
  - 男子走幅跳：予選落ち（7m11cm）
- 相沢巌夫（京都帝国大学）
  - 男子100メートル競走：1次予選落ち（記録なし）
  - 男子200メートル競走：1次予選落ち
- 中沢米太郎（体操学校-後の日本体育大学）
  - 男子十種競技：22位（5672.175点）
  - 男子棒高跳：6位（3m90cm）
- 津田晴一郎（慶大）
  - 男子マラソン：6位（2時間36分20秒）
- 南部忠平（早大）
  - 男子三段跳：4位（15m01cm）
  - 男子走幅跳：予選落ち（7m25cm）
- 木村一夫（早大）
  - 男子走高飛：6位（1m88cm）
- 相沢巌夫・井沼清七（早大）・大沢重憲（早大）・南部忠平・山口直三（早大、出場せず）
  - 男子400メートルリレー走：予選落ち（43秒6）

### 女子
- 人見絹枝（大阪毎日新聞）
  - 女子100メートル競走：準決勝落選（12秒8）
  - 女子800メートル競走：銀メダル（2分17秒6）

## 水泳
役員：宮畑虎彦

役員：杉本伝

役員：西本竜三

### 競泳
- 高石勝男（早大）
  - 男子100m自由形：銅メダル（1分00秒0）準決勝全体2位・組1位（1分00秒0）予選全体4位・組2位（1分02秒2）
  - 男子400m自由形：準決勝4位（5分10秒4）予選全体9位・組1位（5分22秒8）
  - 男子1500m自由形：準決勝棄権　予選全体4位・組1位（21分20秒8）
- 新井信男（早大）
  - 男子1500m自由形：準決勝4位（21分42秒4）
  - 男子400m自由形：準決勝棄権　予選全体11位・組2位（5分23秒4）
- 竹林隆二（早大）
  - 男子1500m自由形：準決勝棄権　予選全体11位・組2位（22分30秒4）
- 鶴田義行（報知新聞）
  - 男子200m平泳ぎ：金メダル（2分48秒8・五輪新・日本新）準決勝（2分49秒2・五輪新・日本新）予選全体1位・組1位（2分50秒0・五輪新・日本新）
- 入江稔夫（茨木中）
  - 男子100m背泳ぎ：4位（1分13秒6）準決勝全体3位・組2位（1分14秒00）予選全体3位・組2位（1分13秒4・日本新）
- 馬渡勇喜（明大）
  - 男子200m平泳ぎ：予選落ち（2分58秒2）
- 米山弘（早大）
  - 男子400m自由形：準決勝4位（5分21秒0）予選全体4位・組2位（5分17秒8）
- 木村象雷（早大）
  - 男子100m背泳ぎ：予選落ち（1分20秒4）
- 新井信男・佐田徳平（明大）・高石勝男・米山弘・野田一雄（慶大、予選出場）
  - 男子4×200m自由形リレー：銀メダル（9分41秒4）

### 飛込競技
- 高階富士夫（茨木中）
  - 男子飛板飛込：9位（記録確認中）

## ボート
- 佐藤八郎（日大）・高嶋勇（早大）・土田信（東大）・能勢一男（明大）・園部司（東大、かじ）・濱田義明（東京高師、出場せず）、菅原兵衛（東京高工、出場せず）
  - かじ付きフォア：敗者復活戦敗退（7分51秒40）
- 石井金一郎（東京ローイング・クラブ）
  - シングルスカル：途中棄権

## ボクシング
役員：渡辺勇次郎
- 臼田金太郎（明大出）
  - ウェルター級：準々決勝敗退
- 岡本不二（東洋商出）
  - バンタム級：1回戦敗退

## レスリング
- 新免伊助
  - フリースタイル・ライト級：1回戦敗退

## 馬術
- 岡田小七（騎兵少佐、馬名：涿秋）
  - 馬場馬術個人：20位
- 吉田重友（騎兵大尉、馬名：久山）
  - 障害飛越競技個人：失権
- 城戸俊三（騎兵少佐、馬名：久軍）
  - 総合馬術個人：21位
- 遊佐幸平（騎兵中佐、馬名：魅）
  - 馬場馬術個人：28位

## 本部
役員：嘉納治五郎

役員：岸清一

役員：山本忠興

役員：飯田光太郎

役員：郷隆

役員：野津謙

役員：岩原拓

役員：高島文雄